# プトレマイオス3世
プトレマイオス3世エウエルゲテス（希: Πτολεμαίος Γ' Ευεργέτης、紀元前284年頃 - 紀元前222年、在位：紀元前246年 - 紀元前222年）は、古代エジプトのプトレマイオス朝のファラオ。父はプトレマイオス2世、母はアルシノエ1世。妻はベレニケ2世。子にはプトレマイオス4世、アルシノエ3世らがいる。恩恵王（エウエルゲテス）と称され、プトレマイオス朝の全盛時代を築いた。